# Região Oeste (Islândia)

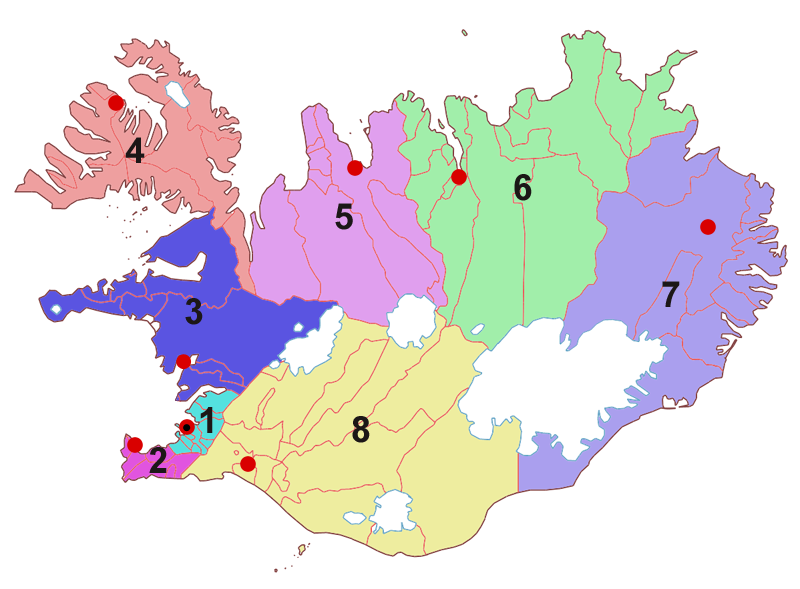
Vesturland – a região n.º 3 da Islândia

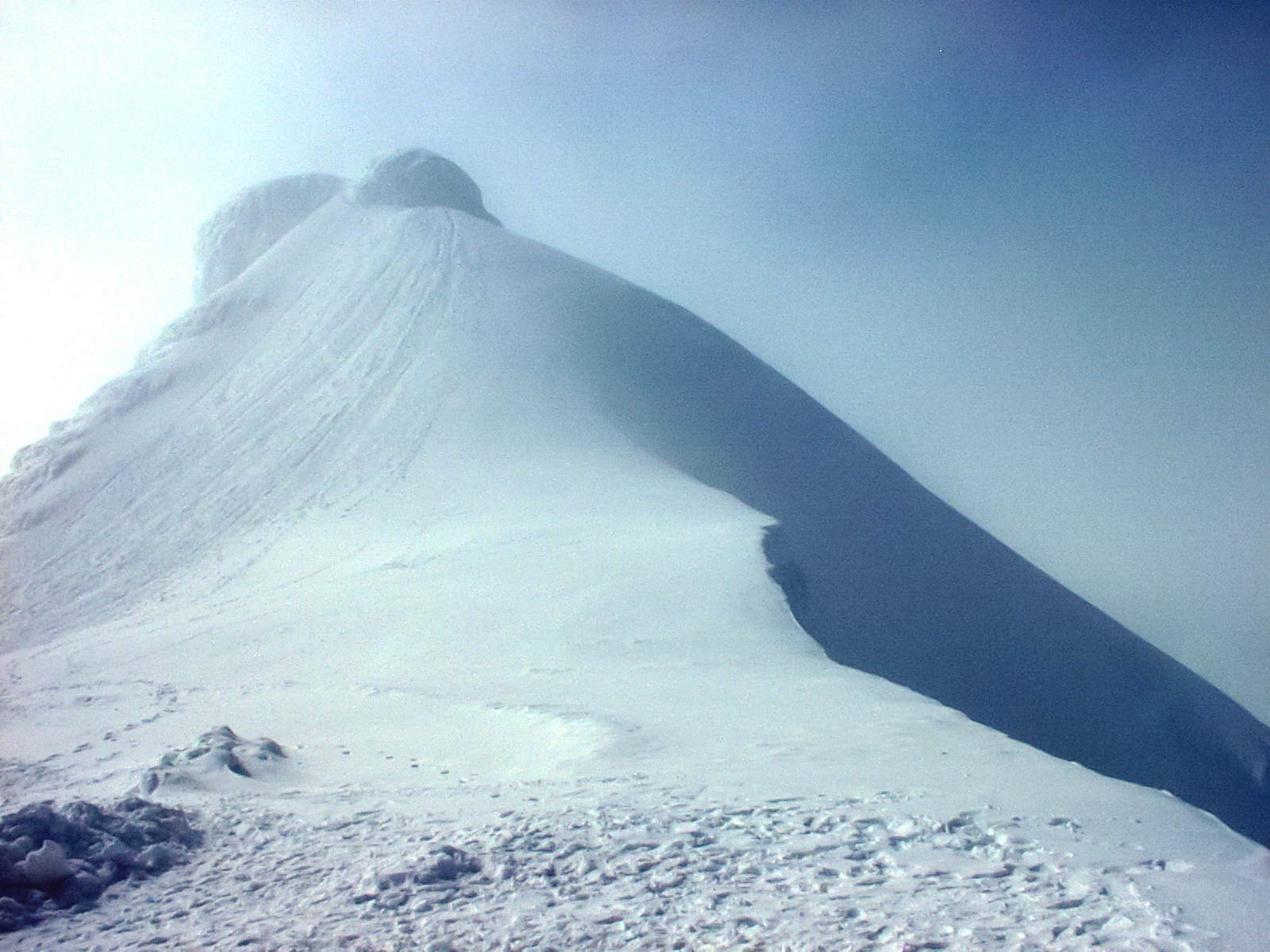
Snaefellsnes com o seu vulcão coberto por um glaciar

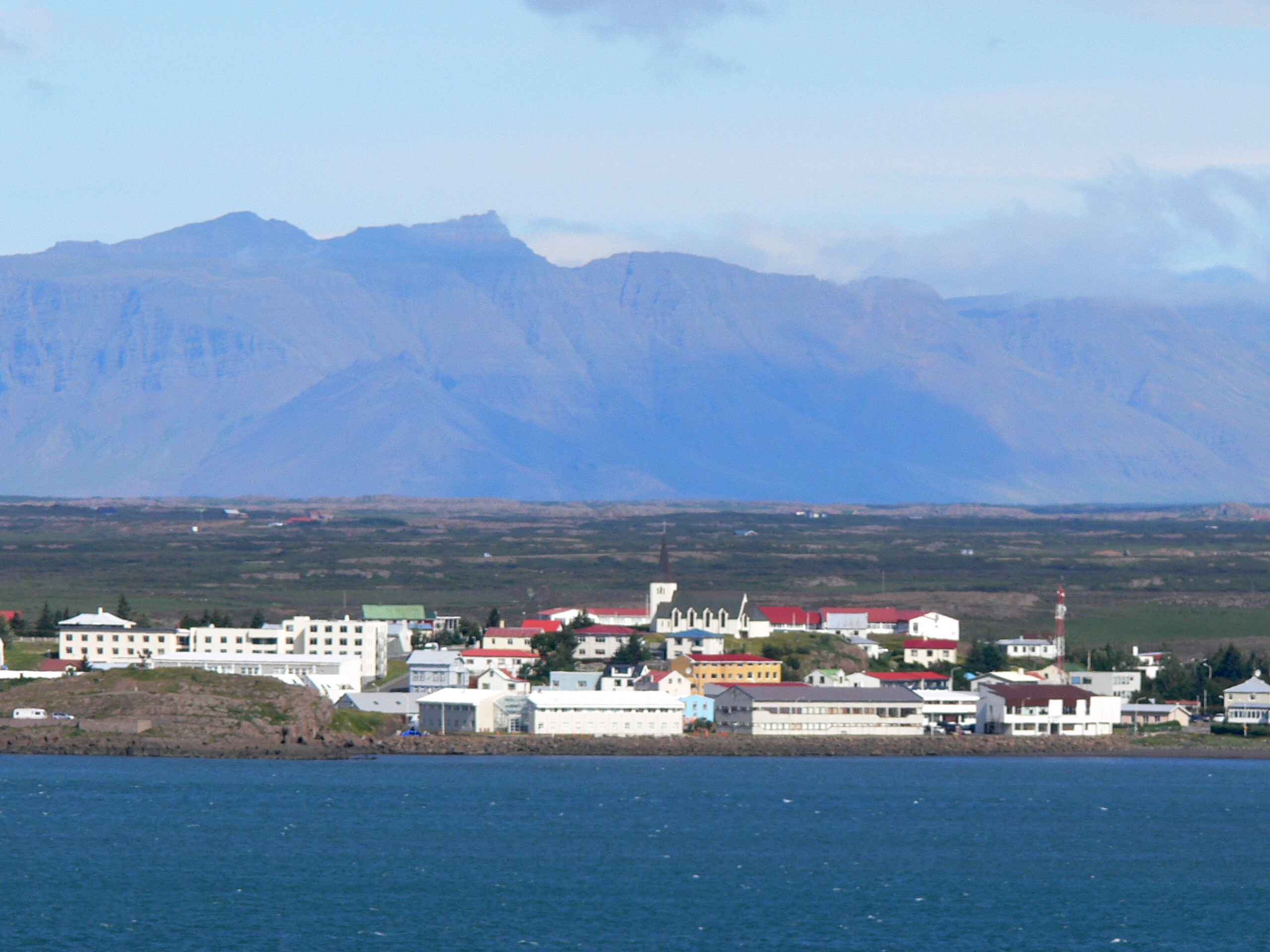
A cidade de Borgarnes

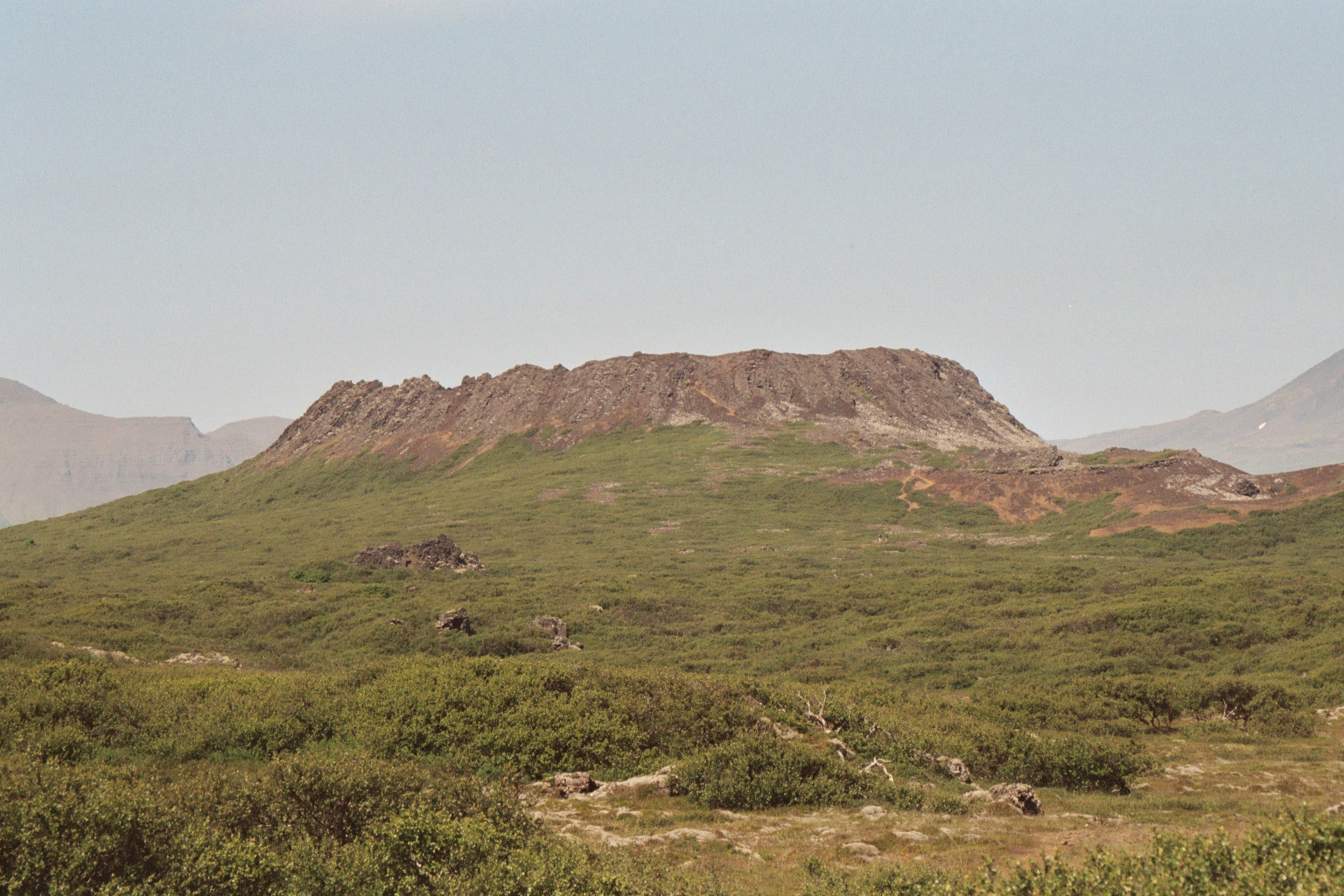
O vulcão Eldborg

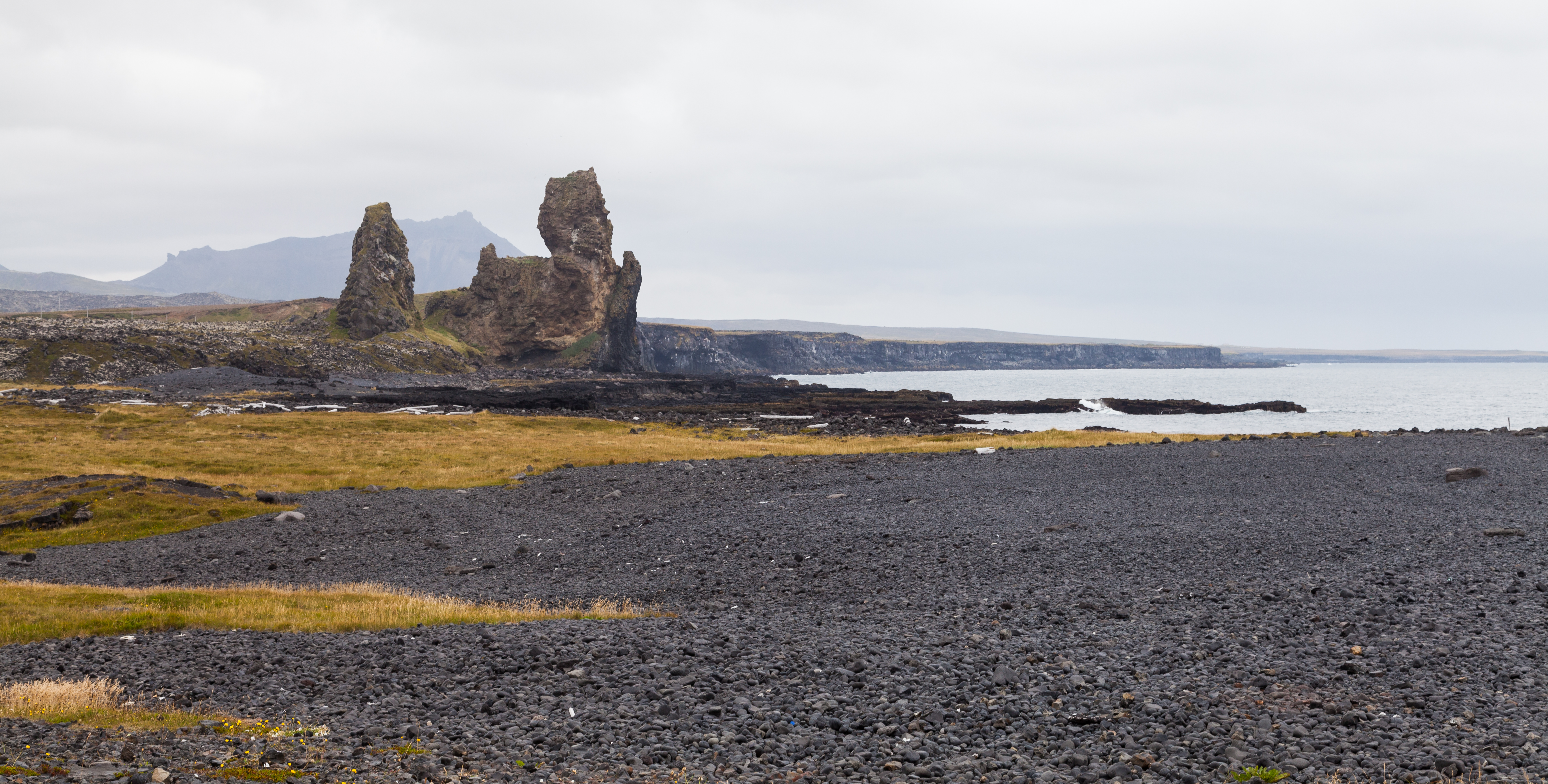
Malarrif

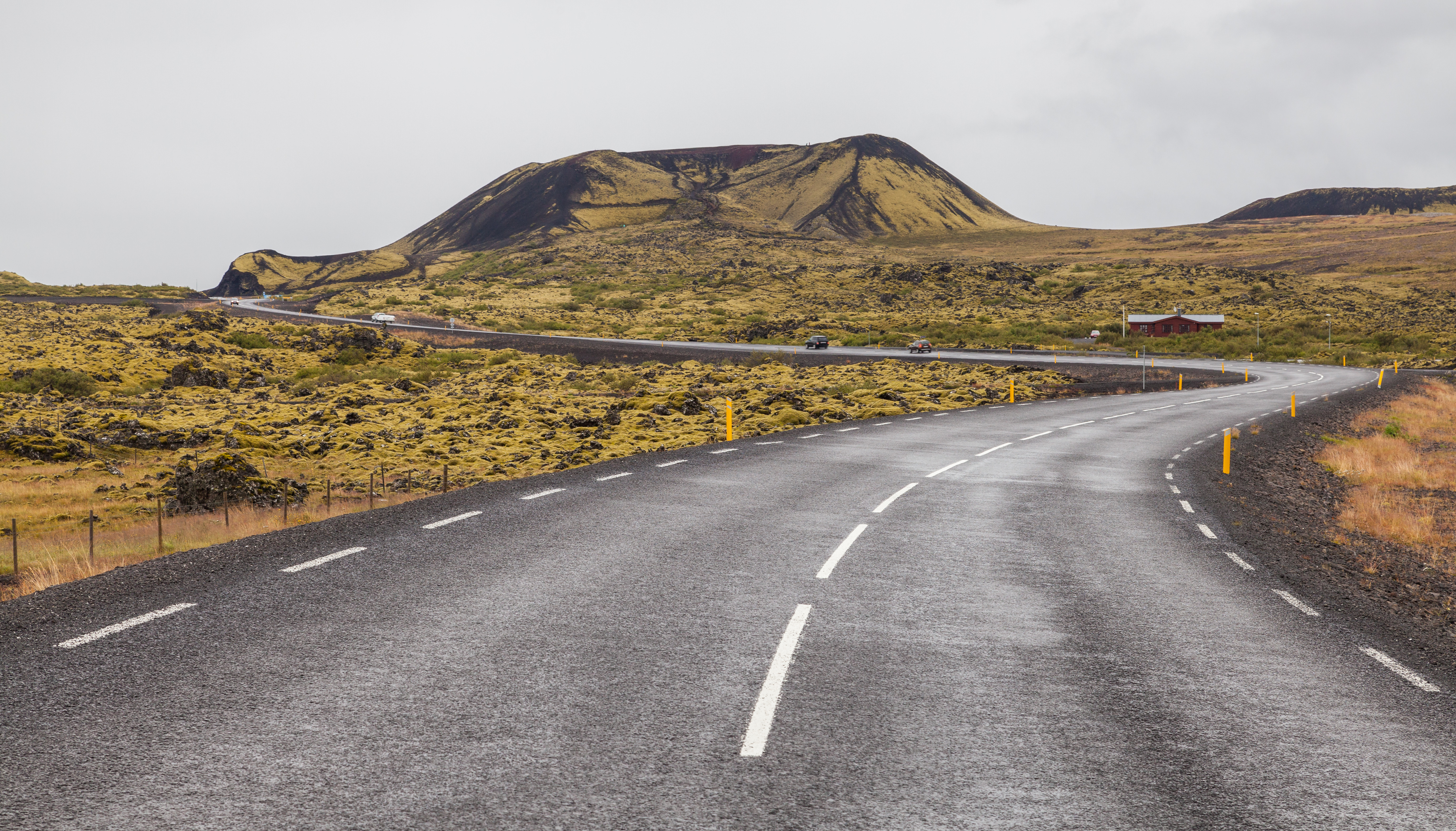
O vulcão Stóri Grábrók

A Região Oeste (em islandês: Vesturland) é uma das oito regiões tradicionais da Islândia, localizada na costa oeste do país, entre a Região dos Fiordes Ocidentais e a Região da Capital. É a única região em que a maior cidade, Akranes, não é a capital municipal. A capital é a cidade de Borgarnes.
A região tinha uma população de 16 662 habitantes em 2020, e uma área territorial de 9 554 quilômetros quadrados.

## Municípios
A Região Oeste está dividida em 10 municípios. O mais populoso deles é Akranes, e o maior em área é Borgarbyggd. Os menores em população e área são, respectivamente, Helgafellssveit e Akranes.
| Municípios                 | População (2020) | Área (km2) |
| -------------------------- | ---------------- | ---------- |
| Akranes                    | 7 534            | 8,56       |
| Borgarbyggd                | 3 852            | 4 927      |
| Snaefellsbaer              | 1 674            | 682        |
| Stykkishólmur              | 1 209            | 10,5       |
| Grundarfjardarbaer         | 876              | 149        |
| Dalabyggd                  | 639              | 2 427      |
| Hvalfjardarsveit           | 625              | 481        |
| Eyja- og Miklaholtshreppur | 124              | 384        |
| Skorradalshreppur          | 65               | 216        |
| Helgafellssveit            | 64               | 243        |
| Total                      | 16 662           | 9 554      |

## Assentamentos
O maior assentamento da região é Akranes, mas sua sede é Borgarnes. Outras localidades incluem:
- Stykkishólmur
- Ólafsvík
- Grundarfjördur
- Hellissandur
- Hvanneyri
- Búdardalur
- Bifröst
- Rif
- Melahverfi
- Innnes
- Reykholt
- Kleppjárnsreykir

## Atrações

### Montanhas
- Kirkjufell.[4]

### Vulcões
- Snæfellsjökull.

### Glaciares
- Snæfellsjökull.
- Langjökull.

### Fiordes
- Borgarfjörður.
- Hvalfjörður.

### Penínsulas
- Snæfellsnes.

### Parques naturais
- Parque Nacional Snæfellsjökull.[5]

### Atrações turísticas
- Parque Nacional Snæfellsjökull.
- Safaris às baleias partindo de Ólafsvík.